# Kiiviti järve
Kiiviti järve este o arie protejată (arie specială de conservare — SAC, sit de importanță comunitară — SCI) din Estonia întinsă pe o suprafață de 12,7 ha, integral pe uscat.

## Localizare
Centrul sitului Kiiviti järve este situat la coordonatele 57°43′17″N 26°19′56″E / 57.7215°N 26.3322°E.

## Înființare
Situl Kiiviti järve a fost declarat sit de importanță comunitară în aprilie 2004 pentru a proteja un număr necunoscut de specii din flora spontană și fauna sălbatică aflate în arealul zonei. Situl a fost protejat și ca arie specială de conservare în decembrie 2005.

## Biodiversitate
Situată în ecoregiunea boreală, aria protejată conține 1 habitat natural: Ape puternic oligomezotrofe cu vegetație bentonică cu Chara spp..
La baza desemnării sitului se află un număr nedeclarat de specii protejate.